# Un automne à New York
Pour plus de détails, voir Fiche technique et Distribution.
Un automne à New York ou New York en Automne au Québec (Autumn in New York) est un film américain réalisé par Joan Chen, sorti en 2000.

## Synopsis
Grand séducteur quinquagénaire, Will Keane (Richard Gere) est le riche propriétaire d'un restaurant à New York. Un jour dans son restaurant, il retrouve la mère d'une de ses anciennes conquêtes décédée de maladie. Il fait alors la connaissance de Charlotte (Winona Ryder) venue fêter son anniversaire. Charlotte est une jeune femme pétillante, et tout à fait lucide sur l'attitude de Will. Elle accepte de le revoir et il la séduit. Elle lui apprend alors être atteinte d'une maladie de cœur incurable, n'ayant plus que quelques mois à vivre. Effrayé au départ, Will reste avec elle mais la trompe, avant de comprendre qu'il peut vivre une belle histoire avec elle. Il va dès lors se consacrer à leur histoire, tout en cherchant un chirurgien qui pourrait la sauver.

## Fiche technique
- Titre : Un automne à New York
- Titre québécois : New York en automne
- Titre original : Autumn in New York
- Réalisation : Joan Chen
- Scénario : Allison Burnett (en)
- Production : Gary Lucchesi (en), Amy Robinson et Tom Rosenberg
- Production exécutive : Ronald M. Bozman et Ted Tannebaum
- Société de production : United Artists
- Budget : 40 millions de dollars (30 104 000 EUR)
- Musique : Gabriel Yared
- Photographie : Changwei Gu
- Montage : Ruby Yang
- Décors : Mark Friedberg
- Costumes : Carol Oditz
- Pays d'origine :  États-Unis
- Format : Couleurs - 1,85:1 - DTS / Dolby Digital / SDDS - 35 mm
- Genre : Drame
- Durée : 103 minutes
- Dates de sortie : 
  -  États-Unis : 11 août 2000
  -  France : 1er novembre 2000
  -  Belgique : 15 novembre 2000[1]

## Distribution
Légende : Version Française = VF et Version Québécoise = VQ
- Richard Gere (VF : Richard Darbois ; VQ : Hubert Gagnon) : Will Keane
- Winona Ryder (VF : Claire Guyot ; VQ : Violette Chauveau) : Charlotte Fielding
- Anthony LaPaglia (VF : Gabriel Le Doze ; VQ : Jean-Luc Montminy) : John
- Elaine Stritch (VF : Annie Bertin ; VQ : Élizabeth Chouvalidzé) : Dolly
- Vera Farmiga (VF : Laurence Bréheret ; VQ : Anne Dorval) : Lisa Tyler
- Sherry Stringfield (VF : Marie-Hélène Burget ; VQ : Johanne Garneau) : Sarah
- Jill Hennessy (VF : Sophie Baranes ; VQ : Hélène Mondoux) : Lynn McCale
- J. K. Simmons (VF : Jean-François Aupied ; VQ : Jacques Lavallée) : Dr. Tom Grandy
- Sam Trammell (VQ : Jacques Lussier) : Simon
- Mary Beth Hurt : Dr. Sibley
- Kali Rocha : Shannon
- Steven Randazzo : Alberto
- George Spielvogel III : Netto
- Ranjit Chowdhry : Fakir

## Distinctions

### Nomination
Razzie Awards 2000 : pire couple à l'écran (Worst Screen Couple) pour Richard Gere et Winona Ryder.

## Bande originale du film
La bande originale du film est composée et conduite par Gabriel Yared et comprend des titres de Jennifer Paige, Madeleine Peyroux, Yvonne Washington, Sydney Forest et Miriam Stockley.  
1. "Beautiful" - Jennifer Paige (4:10)
2. "Getting Some Fun Out of Life" - Madeleine Peyroux (3:13)
3. "Autumn in New York" - Yvonne Washington (4:45)
4. "Our Love Never Ends" - Sydney Forest (4:06)
5. "Charlotte and Will" (2:45)
6. "Autumn Forever" (3:39)
7. "Elegy for Charlotte" - Miriam Stockley (3:15)
8. "Autumn in New York (Opening Titles)" (2:09)
9. "First Kiss" (1:28)
10. "Memories" - Miriam Stockley (0:53)
11. "A Rude Awakening" (0:57)
12. "Walking Through the Park" (0:57)
13. "Lunch" (1:07)
14. "Thinking About Lisa" (0:57)
15. "Butterflies" (0:40)
16. "Break Up" (1:30)
17. "Thinking It Over" (1:06)
18. "Apart" (1:44)
19. "Can You Let Me Love You?" (2:59)
20. "Searching for a Doctor" (1:17)
21. "Katy" (1:04)
22. "The Chances for Success" (1:21)
23. "What Can I Give You?" (1:25)
24. "I Don't Want to Leave You" (2:09)
25. "First/Last Snow" - Miriam Stockley (1:26)
26. "To the Hospital" - Miriam Stockley (2:23)
27. "No Thing That Ever Flew" (2:59)
28. "The Gift" - Miriam Stockley (2:06)